# Euphyia pseudobipartaria
Euphyia pseudobipartaria là một loài bướm đêm trong họ Geometridae.